# 엘리아 자하리아
엘리아 자하리아(Elia Zaharia, 1983년 2월 8일 ~ )는 알바니아의 배우이자 전직 가수이며 알바니아 왕자 레카의 전 부인이다.